# Pseudomyrmex rufiventris
Pseudomyrmex rufiventris es una especie de hormiga del género Pseudomyrmex, subfamilia Pseudomyrmecinae. Esta especie fue descrita científicamente por Forel en 1911.

## Distribución
Se encuentra en Paraguay.